# ルック・オン・ザ・フロアー
『ルック・オン・ザ・フロアー』(Look on the Floor)は、英国のガール・グループのバナナラマの楽曲で、2005年1月に9枚目のアルバム『ドラマ』からセカンド・シングルとして発売した。この曲はサラ・ダリン、カレン、ウッドワード、H.コルピ、M.ウォロ、M.マラヴァッシとS.ミッシェリによって書かれ、コルピ・アンド・ブラックセルがプロデュースした。「ルック・オン・ザ・フロアー」には1983年のマイ・マインのイタロ・ディスコ曲「ヒプノティック・タンゴ」のコーラスが挿入されている。
「ルック・オン・ザ・フロアー」はイギリスで最高位26位を記録し、グループにとって25枚目、そして現在のところ最後のトップ40シングルになっている。その後年内中に世界各国で発売され、スペインのシングルチャートで最高位12位を記録した。
アメリカ合衆国では発売されていなかったにもかかわらず、全米のホット・ダンス・クラブ・プレイでは2位になっており、このチャートはナイトクラブでプレイされた回数がベースになっているが輸入シングルがこのような結果になるのは稀なケースであり、グループにとっては1986年の『ヴィーナス』以来の大きなクラブ・ヒットになった。その後ラジオでも取り上げられ、ホット・ダンス・エアプレイでは最高位5位になった。このアメリカでのダンス・チャートの成功は前作の「マイ・ディレクション」を2006年8月に改めてアメリカ向けに発売する結果をもたらした。
この曲のエンジェル・シティ・リミックスは『エージェント・ゾーハン』のサウンドトラックに収録されている。

## ミュージック・ビデオ
ミュージック・ビデオはダリンとウッドワードが真っ白なボックスと円柱に彩られた真っ白いスタジオの中で歌っている姿をフィーチャーしており、3名のダンサーが鏡の前で踊るシーンも入り込む。ティム・ロイスが監督した。

## フォーマットと収録曲
これらのフォーマットと収録曲は一般的な発売に限る
イギリス CDシングル #1
1. "Look on the Floor (Hypnotic Tango)"
2. "Live in the Sun"

イギリス CDシングル　#2
1. "Look on the Floor (Hypnotic Tango)" (Radio edit) – 3:28
2. "Look on the Floor (Hypnotic Tango)" (Solasso remix) – 6:43
3. "Look on the Floor (Hypnotic Tango)" (Soul Seekerz remix) – 7:29
Julian Napolitano、Simon LangfordとAndrew Galeaによるリミックス
4. "Look on the Floor (Hypnotic Tango)" (Angel City Alternative Radio edit)
Hugo Zentveld (DJ Renegadeとしても知られている) と Aldwin Oomenによるリミックス
5. "Look on the Floor (Hypnotic Tango)" (Yomanda remix) – 7:33
Paul Mastersonによるリミックス
6. "Look on the Floor (Hypnotic Tango)" music video

UK DVDシングル
1. "Look on the Floor (Hypnotic Tango)"

オーストラリア CDシングル
1. "Look on the Floor (Hypnotic Tango)" (Radio edit) – 3:28
2. "Look on the Floor (Hypnotic Tango)" (Angel City Extended Remix) – 5:45
Hugo Zentveld (DJ Renegadeとしても知られている) と Aldwin Oomenによるリミックス
3. "Look on the Floor (Hypnotic Tango)" (Solasso Remix) – 6:43
4. "Look on the Floor (Hypnotic Tango)" (Yomanda Remix) – 7:33
Paul Mastersonによるリミックス
5. "Look on the Floor (Hypnotic Tango)" (Soul Seekerz Remix) – 7:29
Julian Napolitano、Simon LangfordとAndrew Galeaによるリミックス
6. "Look on the Floor (Hypnotic Tango)" (Solasso Remix Dub) – 5:51
7. "Look on the Floor (Hypnotic Tango)" (Soul Seekerz Remix Dub) – 7:29
Julian Napolitano、Simon LangfordとAndrew Galeaによるリミックス
8. "Look on the Floor (Hypnotic Tango)" (Yomanda Remix Dub) – 7:32
Paul Mastersonによるリミックス

## チャート
| 国別チャート (2005–2006年)               | 最高位 |
| ---------------------------------------- | ------ |
| オーストラリア (ARIA)                    | 95     |
| アイルランド (IRMA)                      | 46     |
| スコットランド (Official Charts Company) | 23     |
| スペイン (PROMUSICAE)                    | 12     |
| UK シングルス (OCC)                      | 26     |
| US Dance Club Songs (Billboard)          | 2      |
| US Dance/Mix Show Airplay (Billboard)    | 5      |

| 国別チャート (2006年)                     | 順位 |
| ----------------------------------------- | ---- |
| 全米 ダンス・クラブ・ソングス (Billboard) | 41   |